# Олександрівська селищна територіальна громада (Миколаївська область)
Олександрівська селищна територіальна громада — територіальна громада в Україні, у Вознесенському районі Миколаївської області. Адміністративний центр — селище Олександрівка.
Площа громади — 288,45 км², населення — 9355 мешканців (2018).
Утворена 13 липня 2016 року шляхом об'єднання Олександрівської селищної ради та Воронівської, Трикратівської сільських рад Вознесенського району.

## Населені пункти
До складу громади входять 1 селище (Олександрівка) і 7 сіл: Актове, Веселий Роздол, Вільний Яр, Воронівка, Зоря, Трикрати, Трикратне.